# Kovalens kötés

Két hidrogénatom közös elektronpárja által formált kovalens kötés (jobbra) a hidrogénmolekulában (H_{2})

A kovalens kötés olyan elsőrendű kémiai kötés, amelyben az atomok közös vegyértékkel rendelkeznek (ko: közös, valens: vegyértékű). Kémiai jellegükben azonos vagy különböző elemek atomjai között jön létre vegyértékelektronjaik közössé tételével.

## A kötés létrejöttének feltételei
1. részecskék effektív ütközése
2. megfelelő energia
3. pályaátfedés
4. ellenkező spinkvantumszámú elektronok

Kovalens kötés kialakulásakor két atompálya átfedésével egy molekulapálya jön létre.
Ha kettő vagy több atom vegyértékelektronjai közös pályán mozognak, azt kovalens kötésnek nevezzünk. Például két hidrogén ha találkozik, „egyesülnek”, mindkettőnek két elektronja lesz, azaz osztoznak azon a kettőn. Tehát: H• + H• → H−H (H2)

## Csoportosítása

### Szigma-kötés
A szigma-kötés (σ-kötés) olyan tengelyszimmetrikus molekulapálya, melynek szimmetriatengelye a két atommagon átmenő egyenes.
Ez a legerősebb kovalens kötés.
A szigma-kötések mentén lehetőség van az atomok rotációjára (forgására).
Az elektronpár elektronsűrűségének maximuma a két atomot összekötő egyenesen található.

### Pi-kötés
A pi-kötés (π-kötés) olyan kovalens kémiai kötés, amelyet párhuzamos tengelyű p-pályák képeznek. Abban az esetben beszélhetünk pi-kötésről, ha a kötés síkszimmetrikus és a szigma-kötés tengelye a pi-kötés szimmetriasíkján fekszik.
A σ-kötésnél gyengébb a kötőereje.
A pi-kötés nem teszi lehetővé a kötésben részt vevő atomok szabad forgását.
Az elektronpár elektronsűrűségének maximuma a σ-kötés alatt, fölött és mellett található.

#### Datív kötés
A datív kötés olyan kovalens kémiai kötés, amelybe a kötő elektronpárt csak az egyik atom adja egy nemkötő elektronpárjával (pl. szén-monoxid).

### Delta-kötés
A delta-kötés (δ-kötés) olyan kovalens kémiai kötés, amelyben a két részt vevő atom d-pályái válnak közössé. Először a dikálium-oktaklorodirenátban (K2Cl8Re2) fedezték fel, a két réniumatom között.

### A közös elektronpárok száma szerint
A kovalens kötés lehet:
- egyszeres kovalens kötés (1 közös elektronpár) – 1 szigma-kötés
- kétszeres kovalens kötés (2 közös elektronpár) – 1 szigma- és 1 pi-kötés
- háromszoros kovalens kötés (3 közös elektronpár) – 1 szigma- és 2 pi-kötés
- négyszeres kovalens kötés (4 közös elektronpár) – 1 szigma-, 2 pi- és 1 delta-kötés
- ötös kötés (5 közös elektronpár) – 1 σ, 2 π- és 2 δ-kötés[1]
- hatos kötés (6 közös elektronpár) – 2 σ-, 2 π- és 2 δ-kötés[2]

## A kovalens kötés polaritása
Apoláris kovalens kötés esetében a kötéskialakító elektronfelhő, az atommagokat összekötő képzeletbeli szakasz felezőpontjára emelt merőleges síkhoz viszonyítva szimmetrikus (a sűrűség egyforma). Az apoláris kovalens kötés olyan atomok között jön létre, amelyek elektronegativitása közel azonos. A „tiszta” kovalens kötés teljesen apoláris jellegű. Ilyen például az elemek atomjai közötti kötés (hidrogén, kén).
Vegyületek esetén az elektronfelhő sűrűsége a képzeletbeli síkhoz viszonyítva nem lesz szimmetrikus, a sűrűség nagyobb lesz a nagyobb elektronegativitású atom közelében. Ennek a szélsőséges formája az ionos kötés.
A különböző atomok közötti kötés polarizáltsága eltérő, ennek megfelelően poláros (pl. víz), illetve apoláros (pl. hexán) vegyületekről beszélünk, az átmenet nem éles közöttük.
A poláris kötés a kovalens és az ionos kötés közötti átmenet.